# 5-(2-氨基乙胺)-1-萘磺酸
5-(2-氨基乙胺)-1-萘磺酸，也叫EDANS或供体基团是基于FRET的核酸探针和蛋白酶底物的供体。EDANS通常与DABCYL或DABSYL搭配使用。该组合可用于酶分析。当这两种化合物非常接近时，EDANS发出的大部分能量将被DABCYL淬灭。然而，如果化合物被分离（例如，通过底物裂解），EDANS将发出荧光，表明存在酶。